# Izaskun Zubizarreta Gerendiain

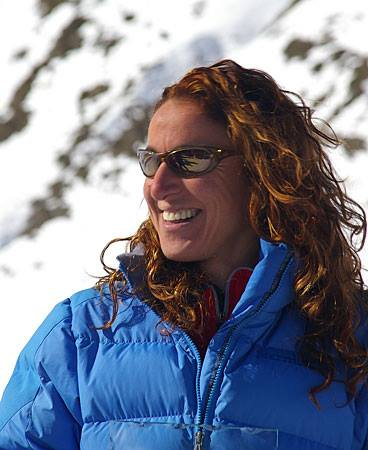
Izaskun Zubizarreta Gerendiain, 2011

Izaskun Zubizarreta Gerendiain (* 30. September 1970 in Oiartzun; † 5. August 2024) war eine spanische Skibergsteigerin.
Zubizarreta begann 1997 mit dem Skibergsteigen. Mit der Teilnahme an der Cronoescalada in Cerler 2006 an ihrem ersten Wettkampf teil. Seit 2006 war sie auch Mitglied der spanischen Nationalmannschaft Skibergsteigen.
Gerendiain starb am 5. August 2024 im Alter von 53 Jahren.

## Erfolge (Auswahl)
- 2006:
  - 1. Platz Spanische Meisterschaft Skibergsteigen Team (mit María Luisa Romerales)
  - 1. Platz beim Spanien-Cup
  - 2. Platz Spanische Meisterschaft Skibergsteigen Einzel
  - 3. Platz Spanische Meisterschaft Vertical Race
  - 5. Platz Weltmeisterschaft Skibergsteigen Staffel (mit Gemma Arró Ribot, Naila Jornet Burgadá und Cristina Bes Ginesta)
  - 9. Platz Weltmeisterschaft Skibergsteigen Team (mit Cristina Bes Ginesta)
- 2007:
  - 1. Platz Spanische Meisterschaft Vertical Race
  - 6. Platz bei der Europameisterschaft Skibergsteigen Staffel (mit Gemma Arró Ribot und Maribel Martí de la Iglesia)
  - 8. Platz bei der Europameisterschaft Skibergsteigen Team mit Gemma Arró Ribot
- 2008:
  - 4. Platz Weltmeisterschaft Skibergsteigen Kombinationswertung
  - 5. Platz bei der Weltmeisterschaft Skibergsteigen Staffel (mit Cristina Bes Ginesta, Gemma Arró Ribot und Emma Roca Rodríguez)
  - 7. Platz bei der Weltmeisterschaft Skibergsteigen Einzel
  - 7. Platz bei der Weltmeisterschaft Skibergsteigen Team (mit Emma Roca Rodríguez)
  - 9. Platz bei der Weltmeisterschaft Skibergsteigen Langdistanz
  - 9. Platz bei der Patrouille des Glaciers (zusammen mit Cristina Bes Ginesta und Emma Roca Rodríguez)